# Kenta Suzuki
Kenta Suzuki (født 16. september 1985) er en japansk tidligere professionel fodboldspiller.
Han har spillet for flere forskellige klubber i sin karriere, herunder Ventforet Kofu og SC Sagamihara.